# Doméstico (ofício)
Doméstico (/doʊˈmɛstɪˌkɒs/; em grego: δομέστικος; em latim: domesticus; da casa) foi um ofício e título civil, militar e eclesiástico do Império Romano Tardio e do Império Bizantino.

## Uso militar

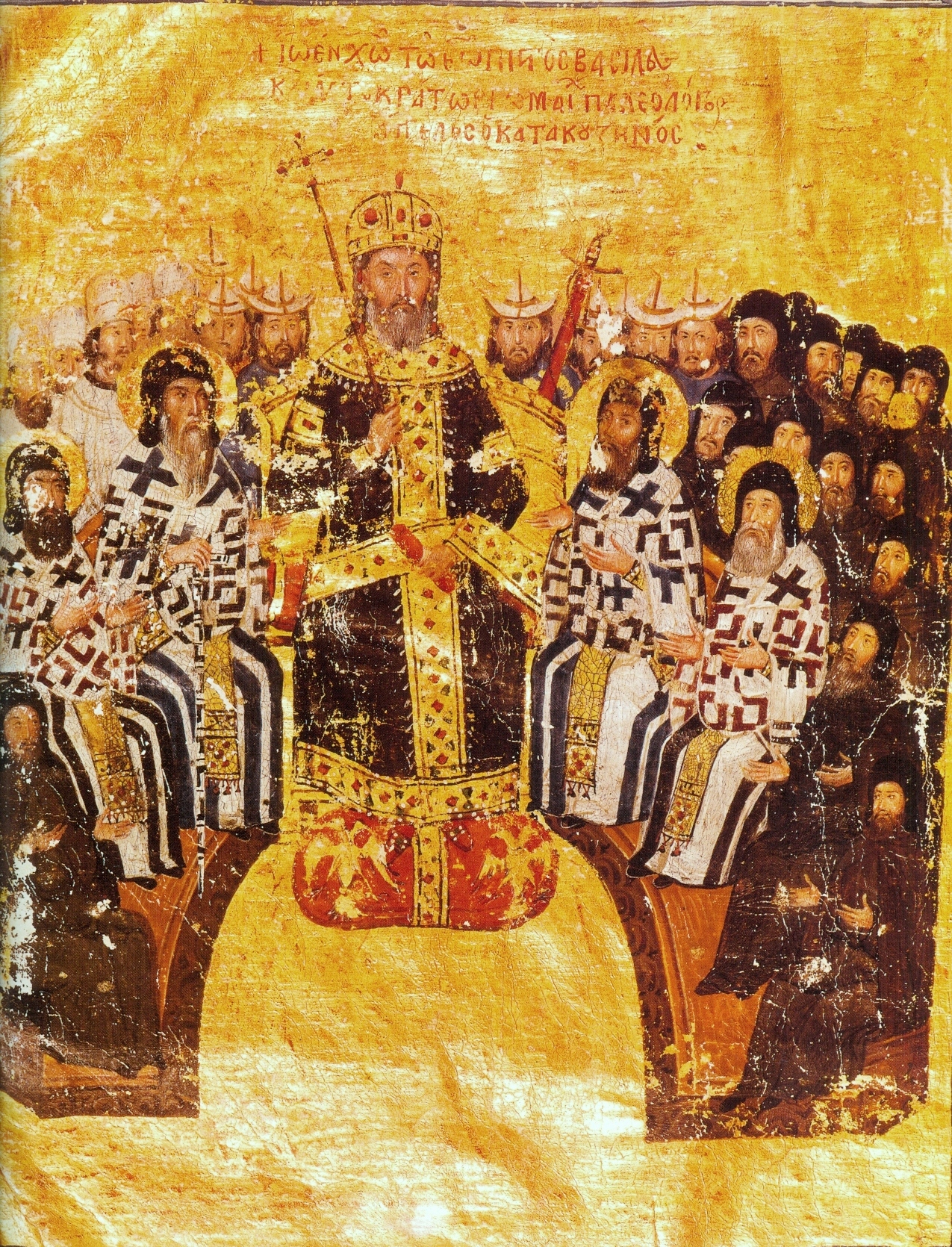
João Cantacuzeno.

Os domésticos traçam sua ascendência dos protetores domésticos (protectores domestici), uma unidade de guarda do exército romano tardio estabelecida no final do século III. Estes foram um corpo de homens que serviu como uma equipe para o imperador romano, enquanto também funcionavam como uma escola de oficiais. Estes continuaram a existir no Império Romano do Oriente até o século VI. No exército bizantino, os protetores domésticos tinha desaparecido pelo século VII, e o nome apenas permaneceu como um título associado com certas unidades de guarda. Seguindo a criação dos tagmata no final do século VIII, quatro deles, as escolas palatinas, os excubitores, os hicanátos e os Números, foram liderados por um doméstico. Para eles foi adicionado o tagma de curta duração dos Atánatos no final do século X.
O mais importante entre eles, o doméstico das escolas, era no século X o comandante-em-chefe do exército após o imperador, e o no final do mesmo século o posto foi dividido em dois, com os domésticos do Oriente (tes anatoles) e do Ocidente (tes dyseos) comandando as forças militares da Ásia Menor e Europa (os Bálcãs) respectivamente. Em sua capacidade como o comandante-em-chefe, de facto, do exército, o doméstico das escolas foi substituído pelo grande doméstico nos séculos XII-XIII, enquanto o doméstico ordinário tornou-se um título honorário concedido a funcionários de nível médio durante o período paleólogo.

### Grande doméstico
O título de grande doméstico (em grego: μέγας δομέστικος; romaniz.: mégas doméstikos) foi dado para o comandante-em-chefe do exército, abaixo do imperador. Sua origem exata é um tanto obscura: ele é mencionado pela primeira vez no século IX, e muito provavelmente deriva do doméstico das escolas, com o epiteto grande (megas) adicionado para conotar a autoridade suprema de seu titular, após a prática contemporânea evidente e outros escritórios também. Ambos os títulos parecem ter co-existido por um tempo, até o grande doméstico completamente substituir o ofício de doméstico das escolas em meados do século XI, embora o ofício ainda às vezes é referido como grande doméstico das escolas palatinas ou "do exército". No período Comneno, em um eco do arranjo do século X, o grande doméstico às vezes comandou o exército inteiro do Oriente e Ocidente.
No período paleólogo, o ofício inicialmente caiu na classificação abaixo do protovestiário e do grande estratopedarca, mas foi elevado em meados do século XIV a um dos maiores escalões, diretamente abaixo do césar. Permaneceu como o chefe formal do exército, embora, de fato, foi concedido a generais e altos cortesões, entre eles Jorge Muzalon, João Paleólogo, Miguel Tarcaniota, Aleixo Estrategópulo e João Cantacuzeno. O ofício também incluía várias funções cerimoniais, como detalhado em um registro dos ofícios de Jorge Codino.

## Uso civil
De 355, o doméstico civil são também atestados como chefes de vários departamento, e vários altos cargos administrativos mantiveram-se associados com o título doméstico até o final do Império Bizantino. Alguns posições cortesãs foram também renomeadas, como seus departamento tornaram-se independentes: o doméstico da mesa imperial (domestikos tēs basilikēs trapezēs) atestado em 680 deriva do antigo castrense dos palácios (castrensis palatii).

## Uso religioso
No contexto eclesiástico do Império Bizantino, um doméstico foi o chefe do grupo associado com o ritual da igreja, especialmente em referência a cantores do coro. Eles foram os mestres do coro, liderando o canto e as aclamações do imperador e do patriarca. Atualmente na Ortodoxia Grega, os domésticos são, em uma formação completa de coral de música bizantina, os vice-condutores de ambos os coros de determinada igreja. O coro do lado direito é conduzido pelo Protopsaltes, assistido pelo Primeiro Doméstico, enquanto o do lado esquerdo é conduzido pelo Lampadário, assistido pelo Segundo Doméstico. Na hierarquia dos cantores ortodoxos gregos, o Primeiro Doméstico sucede o Lampadário, e é sucedido pelo Segundo Doméstico. Esta ordem costuma ser observada para fins sucessórios.
Os domésticos da Catedral de São Jorge, particularmente, recebem o título de Arcontes Domésticos da Grande Igreja de Cristo, recebendo, de fato, arcontados do Patriarcado Ecumênico de Constantinopla.